# Hessisch voetbalkampioenschap 1907/08
In 1907/08 werd het tweede Hessisch voetbalkampioenschap gespeeld, dat georganiseerd werd door de West-Duitse voetbalbond. 
Casseler FV 95 werd kampioen en plaatste zich voor de West-Duitse eindronde. De club versloeg BV Solingen 98 met 8:1 en verloor dan met 6:1 van Duisburger SpV.

## 1. Klasse

### Groep A
| Plaats | Club                      | Wed. | W | G | V | Saldo | Ptn. |
| ------ | ------------------------- | ---- | - | - | - | ----- | ---- |
| 1.     | Casseler FV 95            | 8    | 8 | 0 | 0 | 59:5  | 16:0 |
| 2.     | 1. Casseler BC Sport 1894 | 8    | 6 | 0 | 2 | 16:16 | 12:4 |
| 3.     | 1. FC Borussia Fulda      | 8    | 4 | 0 | 4 | 10:29 | 8:8  |
| 4.     | Göttinger FC 1905         | 8    | 2 | 0 | 6 | 14:19 | 4:12 |
| 5.     | FC Teutonia Cassel        | 8    | 0 | 0 | 8 | 4:34  | 0:16 |

|  | Geplaatst voor finale             |
|  | Trok zich terug uit de competitie |

### Groep B
| Plaats | Club              | Wed.           | W              | G              | V              | Saldo          | Ptn.           |
| ------ | ----------------- | -------------- | -------------- | -------------- | -------------- | -------------- | -------------- |
| 1.     | FC Jahn Siegen    | 4              |                |                |                | 5:2            | 5:3            |
| 2.     | Gießener FC 1900  | 4              |                |                |                | 2:2            | 2:2            |
| 3.     | Marburger FC 1905 | 4              |                |                |                | 0:3            | 2:6            |
| 4.     | FC Siegen 05      | Teruggetrokken | Teruggetrokken | Teruggetrokken | Teruggetrokken | Teruggetrokken | Teruggetrokken |

### Finale
Er werd geen finale gespeeld, Jahn Siegen verzaakte hieraan.

## 2. Klasse

### Groep A
| Plaats | Club                        | Wed. | W | G | V | Saldo | Ptn.  |
| ------ | --------------------------- | ---- | - | - | - | ----- | ----- |
| 1.     | Casseler FV 1895 II         | 10   |   |   |   | 23:09 | 20:00 |
| 2.     | 1.Casseler BC Sport 1894 II | 10   |   |   |   | 15:10 | 14:06 |
| 3.     | 1.FC Borussia Fulda II      | 10   |   |   |   | 04:06 | 10:10 |
| 4.     | FV Arminia Cassel           | 10   |   |   |   | 13:20 | 10:10 |
| 5.     | FV Teutonia Cassel II       | 10   |   |   |   | 09:08 | 00:20 |
| 6.     | Göttinger FC 1905 II        | 10   |   |   |   | 03:14 | 00:20 |

|  | Geplaatst voor finale             |
|  | Trok zich terug uit de competitie |

### Groep B
| Plaats | Club                 | Wed.        | W           | G           | V           | Saldo       | Ptn.        |
| ------ | -------------------- | ----------- | ----------- | ----------- | ----------- | ----------- | ----------- |
| 1.     | FC Wetzlar 1905      | 6           |             |             |             | 16:18       | 08:04       |
| 2.     | Marburger FC 1905 II | 6           |             |             |             | 19:16       | 07:05       |
| 3.     | Gießener FC 1900 II  | 6           |             |             |             | 18:07       | 06:06       |
| 4.     | FC Dillenburg 1906   | 6           |             |             |             | 06:18       | 01:11       |
| 5.     | BC Gießen 1904       | Uitgesloten | Uitgesloten | Uitgesloten | Uitgesloten | Uitgesloten | Uitgesloten |

### Finale
| Team 1        | Uitslag  | Team 2            |
| ------------- | -------- | ----------------- |
| FC Wetzlar 05 | 4:2, 3:7 | Casseler FV 95 II |

Wetzlar werd tot kampioen uitgeroepen omdat Casseler FV 95 II een tweede elftal was.